# عزلة ميفع (حضرموت)

تعديل مصدري - تعديل

عزلة ميفع هي إحدى عزل مديرية بروم ميفع في محافظة حضرموت اليمنية ويبلغ تعداد سكانها 7839 نسمة حسب التعداد السكاني في اليمن لعام 2004.

## روابط خارجية
- الجهاز المركزي للإحصاء بالجمهورية اليمنية
- المركز الوطني للمعلومات باليمن
- World Gazetteer:Yemen
- الدليل الشامل